# Arthur O’Connell
Arthur O’Connell (ur. 29 marca 1908 w Nowym Jorku, zm. 18 maja 1981 w Los Angeles) – amerykański aktor, dwukrotnie nominowany do Oscara za role drugoplanowe w filmach Piknik oraz Anatomia morderstwa.

## Filmografia
- 1955: Piknik
- 1956: Przystanek autobusowy
- 1956: Człowiek w szarym garniturze
- 1958: Człowiek z Zachodu
- 1961: Anatomia morderstwa
- 1962: Doścignąć marzenie
- 1964: Kochający się kuzyni
- 1965: Wielki wyścig
- 1966: Fantastyczna podróż
- 1968: Władza
- 1970: Był sobie łajdak
- 1972: Tragedia „Posejdona”